# Guilford Center
Guilford Center é uma Região censo-designada localizada no estado americano de Connecticut, no Condado de New Haven.

## Demografia
Segundo o censo americano de 2000, a sua população era de 2603 habitantes.

## Geografia
De acordo com o United States Census Bureau tem uma área de
5,9 km², dos quais 5,8 km² cobertos por terra e 0,1 km² cobertos por água.

## Localidades na vizinhança
O diagrama seguinte representa as localidades num raio de 24 km ao redor de Guilford Center.